# Россия на рубеже тысячелетий
Россия на рубеже тысячелетий — серия памятных монет Центрального банка Российской Федерации, посвящённых России, выпущенных в 2000 году на рубеже третьего тысячелетия.

Тысячелетие — единица измерения времени, равная 1000 годам.

## История выпуска
Серия монет ЦБ РФ из драгоценных металлов, серебра и золота, отчеканенная в 2000 году. В серии 6 монет — 4 из серебра и 2 из золота. В серии освящены общие темы, такие как: Наука и Государственность, Просвещение и Человек в современном мире и др.

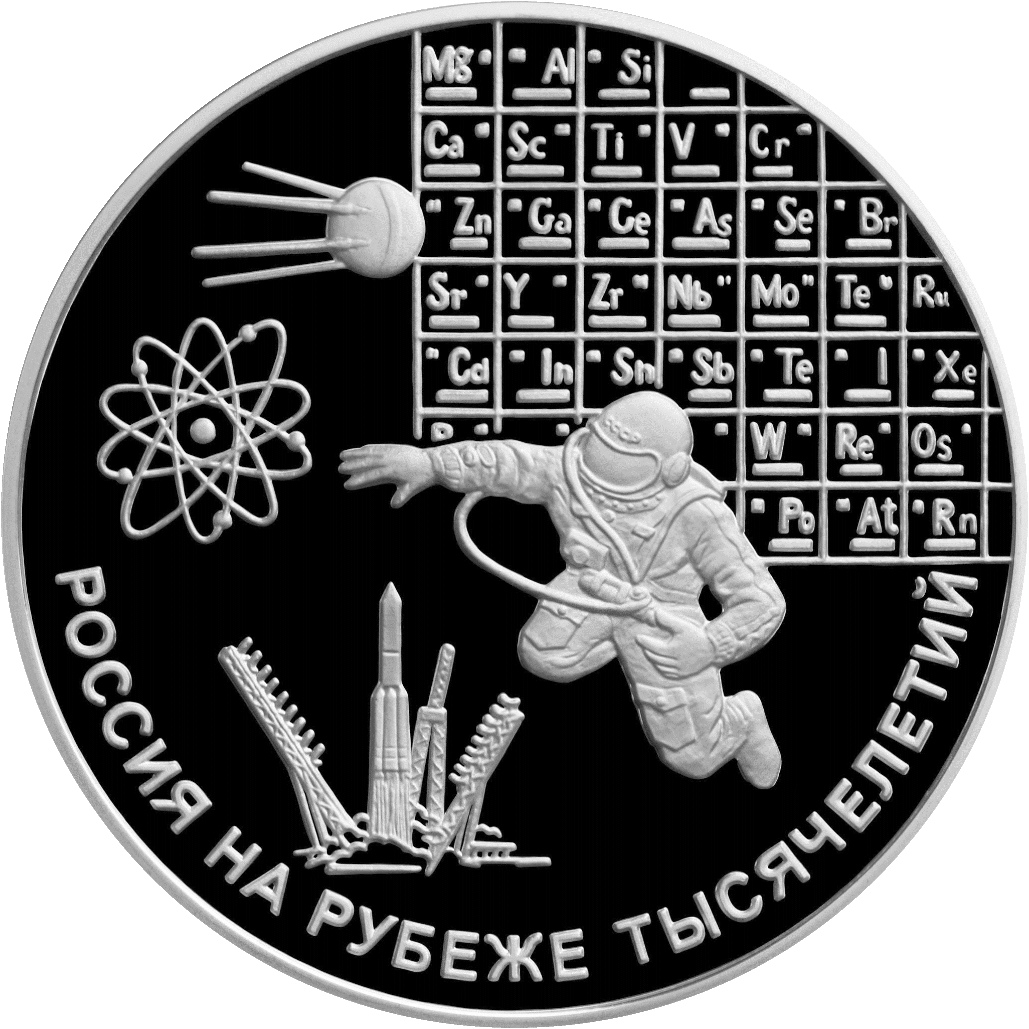
3 рублевая монета 2000 г. из серебра 900 пробы. Наука (реверс)
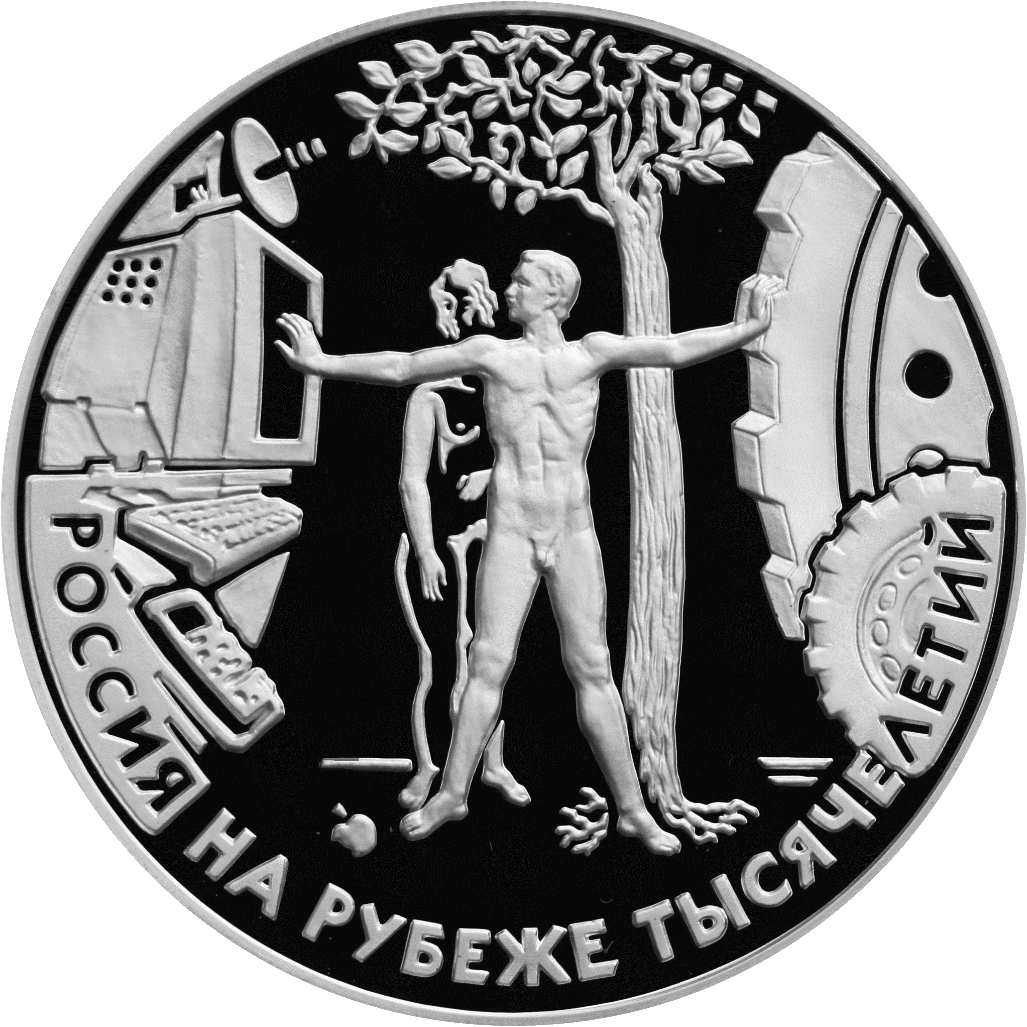
3 рублевая монета 2000 г. из серебра 900 пробы. Человек в современном мире (реверс)
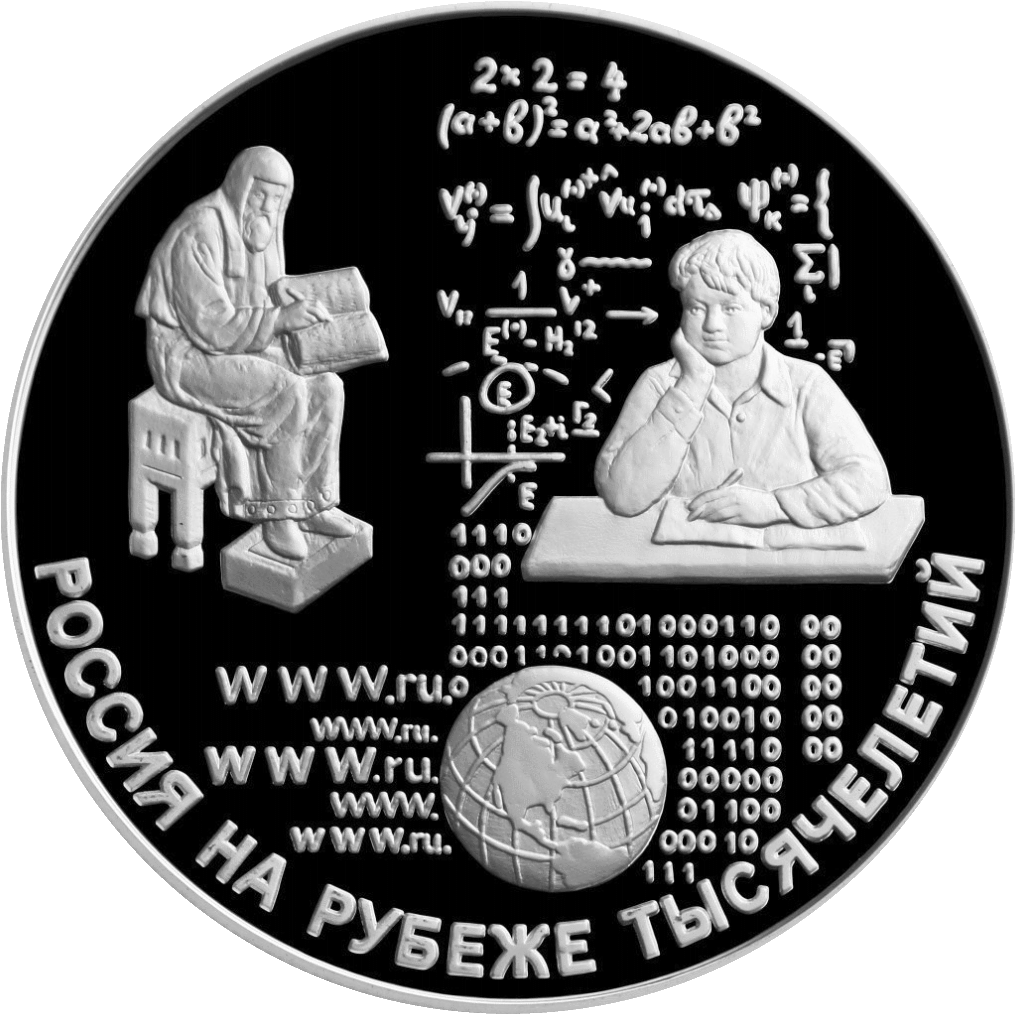
25 рублевая монета 2000 г. из серебра 900 пробы. Просвещение (реверс)
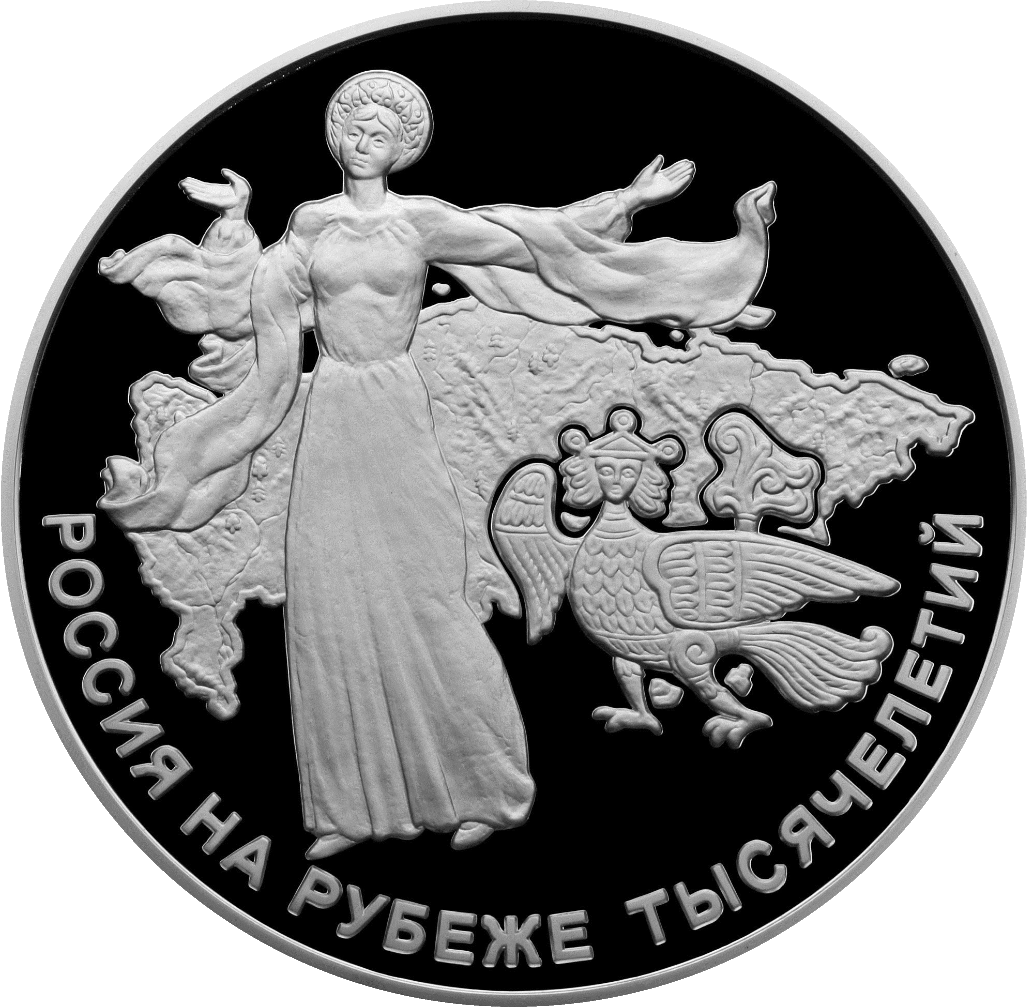
100 рублевая монета 2000 г. из серебра 900 пробы. Становление государственности (реверс)
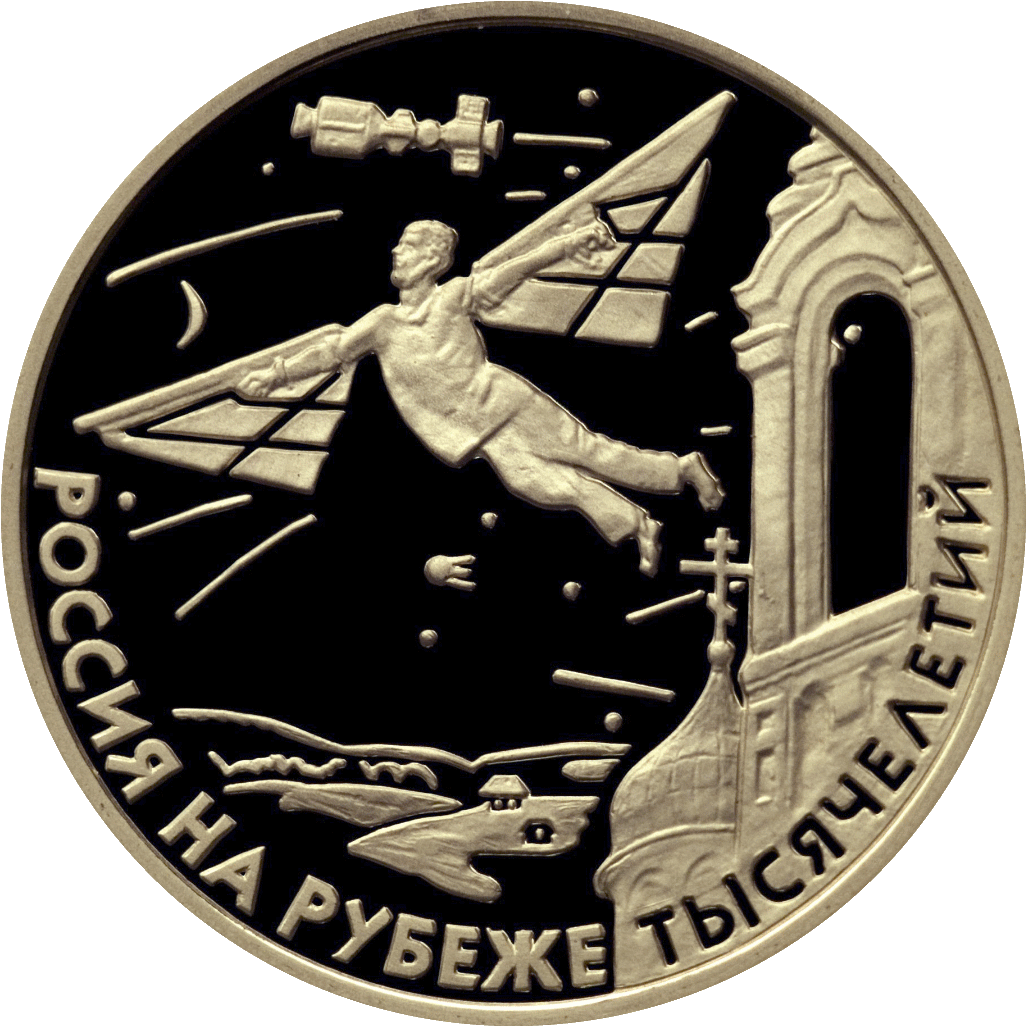
50 рублевая монета 2000 г. из золота 900 пробы. Научно-технический прогресс и сотрудничество (реверс)
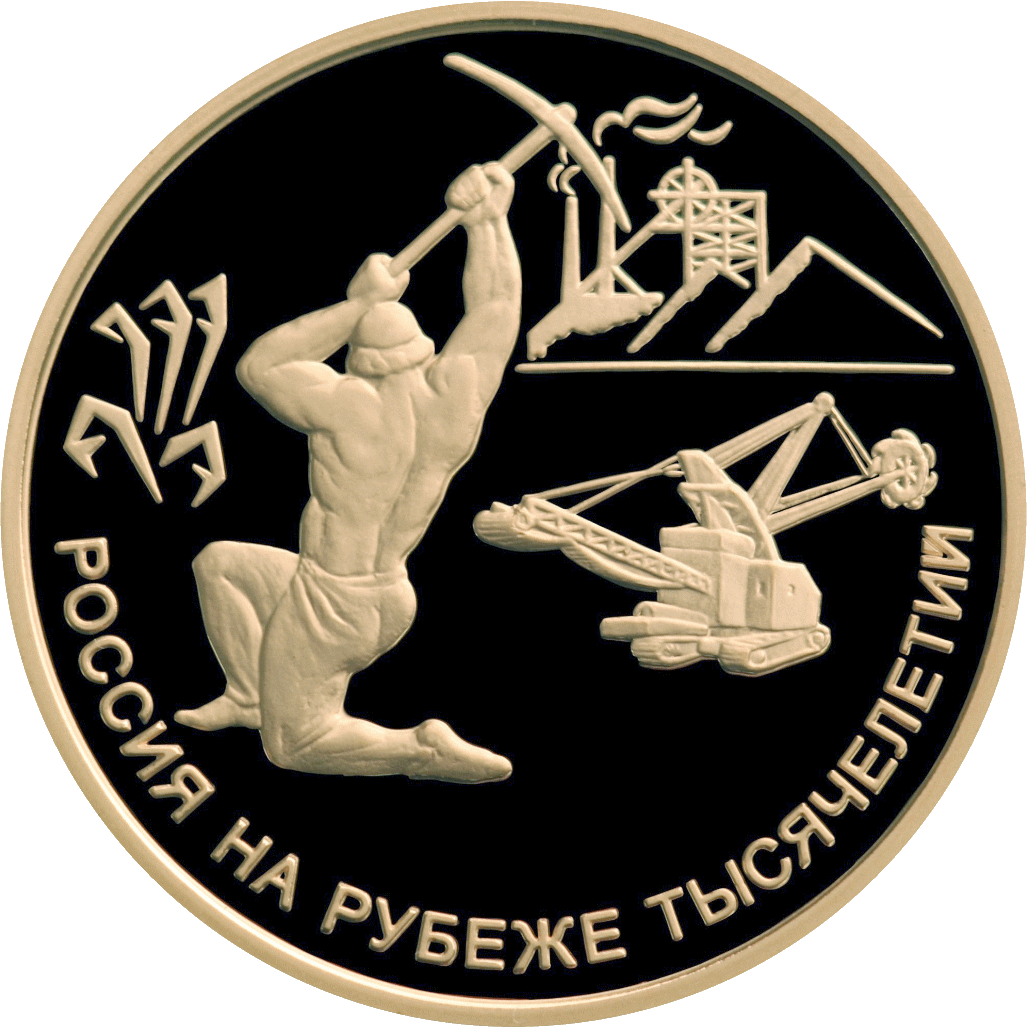
100 рублевая монета 2000 г. из золота 900 пробы.  300-летие учреждения Петром I Приказа рудокопных дел (реверс)

## О монетах

### 3 рубля
| Изображение | Описание | Примечание |
| --- | --- | --- |
| | В центре диска — эмблема Банка России (двуглавый орёл художника И. Билибина, под ним надпись полукругом «БАНК РОССИИ»), обрамлённая кругом из точек и надписями по кругу: вверху — «ТРИ РУБЛЯ», внизу — «2000 г.», слева — обозначение металла, проба сплава, справа — содержание драгоценного металла в чистоте и товарный знак монетного двора.                   | Единый аверс трёхрублёвых монет. |
| | Космонавт в состоянии невесомости в открытом космосе, слева вверху — первый искусственный спутник Земли, ниже — модель атома, внизу — старт космического корабля, справа вверху — Периодическая система химических элементов Д. И. Менделеева, внизу по окружности — надпись: «РОССИЯ НА РУБЕЖЕ ТЫСЯЧЕЛЕТИЙ».                                                       | - Название монеты: Наука - Дата выпуска: 24 августа 2000 года - Каталожный номер: 5111-0087 - Художник: В. М. Ерохин. - Скульптор: А. С. Хазов. - Чеканка: Московский монетный двор. - Гурт: 300 рифлений.                       |
| Нау́ка — особый вид познавательной деятельности, направленной на получение, уточнение и распространение объективных, системно-организованных и обоснованных знаний о природе, обществе и мышлении. | | |
| | Изображения мужчины, женщины и дерева, олицетворяющих собою первых людей и первозданную природу Земли, по сторонам — надвигающиеся на них атрибуты современной цивилизации: слева — средства коммуникации (спутниковая антенна, монитор ЭВМ, сотовый телефон), справа — механизмы (зубчатые колёса), внизу по окружности — надпись: «РОССИЯ НА РУБЕЖЕ ТЫСЯЧЕЛЕТИЙ». | - Название монеты: Человек в современном мире - Дата выпуска: 24 августа 2000 года - Каталожный номер: 5111-0088 - Художник: Р. В. Жестков - Скульптор: Р. В. Жестков - Чеканка: Московский монетный двор. - Гурт: 300 рифлений. |

| Номинал | Качество | Металл, проба    | Масса общая, г | Содержание химически чистого металла не менее, г | Диаметр, мм   | Толщина, мм  | Тираж, шт. |
| ------- | -------- | ---------------- | -------------- | ------------------------------------------------ | ------------- | ------------ | ---------- |
| 3 рубля | пруф     | серебро 900/1000 | 34,88 (±0,32)  | 31,10                                            | 39,00 (±0,30) | 3,30 (±0,35) | 5 000      |

### 25 рублей
| Изображение | Описание | Примечание |
| ----------- | --- | --- |
|             | В центре диска — эмблема Банка России (двуглавый орёл художника И. Билибина, под ним надпись полукругом «БАНК РОССИИ»), обрамлённая кругом из точек и надписями по кругу: вверху — «ДВАДЦАТЬ ПЯТЬ РУБЛЕЙ», внизу — «2000 г.», слева — обозначение металла, проба сплава, справа — содержание драгоценного металла в чистоте и товарный знак монетного двора.                       | Единый аверс монет номиналом 25 рублей. |
|             | Слева — фигура монаха, склонившегося над раскрытой летописью, ниже — элементы адресов интернет-страниц, справа — учащийся за столом, за ним — ряд математических выражений: арифметический пример, алгебраическое и дифференциальное уравнения, ниже — код программы для ЭВМ в двоичной системе счисления и глобус, внизу по окружности — надпись: «РОССИЯ НА РУБЕЖЕ ТЫСЯЧЕЛЕТИЙ». | - Название монеты: Просвещение - Дата выпуска: 24 августа 2000 года - Каталожный номер: 5115-0023 - Художник: В. М. Ерохин - Скульптор: А. С. Хазов - Чеканка: Московский монетный двор. - Гурт: 252 рифления |

| Номинал   | Качество | Металл, проба    | Масса общая, г | Содержание химически чистого металла не менее, г | Диаметр, мм   | Толщина, мм  | Тираж, шт. |
| --------- | -------- | ---------------- | -------------- | ------------------------------------------------ | ------------- | ------------ | ---------- |
| 25 рублей | пруф     | серебро 900/1000 | 173,29 (±0,45) | 155,50                                           | 60,00 (±0,50) | 6,80 (±0,50) | 1 000      |

### 100 рублей
| Изображение | Описание | Примечание |
| ----------- | --- | --- |
|             | В центре диска — эмблема Банка России (двуглавый орёл художника И. Билибина, под ним надпись полукругом «БАНК РОССИИ»), обрамлённая кругом из точек и надписями по кругу: вверху — «СТО РУБЛЕЙ», внизу — «2000 г.», слева — обозначение металла, проба сплава, справа — содержание драгоценного металла в чистоте и товарный знак монетного двора. | Единый аверс монет номиналом 100 рублей. |
|             | Фигура молодой женщины, символизирующая образ России, справа — сказочная птица-дева сирин (персонаж старинных лубочных русских картинок), на втором плане — очертания географической карты Российского государства. Внизу по окружности — надпись: «РОССИЯ НА РУБЕЖЕ ТЫСЯЧЕЛЕТИЙ»                                                                  | - Название монеты: Становление государственности - Дата выпуска: 24 августа 2000 года - Каталожный номер: 5117-0016 - Художник: В. М. Ерохин - Скульптор: В. М. Харламов - Чеканка: Московский монетный двор. - Гурт: 360 рифлений |

| Номинал    | Качество | Металл, проба    | Масса общая, г | Содержание химически чистого металла не менее, г | Диаметр, мм   | Толщина, мм  | Тираж, шт. |
| ---------- | -------- | ---------------- | -------------- | ------------------------------------------------ | ------------- | ------------ | ---------- |
| 100 рублей | пруф     | серебро 900/1000 | 1111,12 (+4,0) | 1000,0                                           | 100,0 (±0,80) | 15,0 (±0,60) | 500        |

### 50 рублей
| Изображение | Описание | Примечание |
| ----------- | --- | --- |
|             | В центре диска — эмблема Банка России (двуглавый орёл художника И. Билибина, под ним надпись полукругом «БАНК РОССИИ»), обрамлённая кругом из точек и надписями по кругу: вверху — «ПЯТЬДЕСЯТ РУБЛЕЙ», внизу — «2000 г.», слева — обозначение металла, проба сплава, справа — содержание драгоценного металла в чистоте и товарный знак монетного двора. | |
|             | Фигура человека, летящего с помощью самодельных крыльев, на фоне звёздного неба, над ним — космическая станция, под ним — очертания поля, леса, деревни, справа — фрагменты оконного проёма колокольни и купол храма, внизу по окружности — надпись: «РОССИЯ НА РУБЕЖЕ ТЫСЯЧЕЛЕТИЙ».                                                                     | - Название монеты: Научно-технический прогресс и сотрудничество - Дата выпуска: 24 августа 2000 года - Каталожный номер: 5216-0029 - Художник: Р. В. Жестков - Скульптор: Р. В. Жестков - Чеканка: Московский монетный двор. - Гурт: 200 рифлений |

| Номинал   | Качество | Металл, проба   | Масса общая, г | Содержание химически чистого металла не менее, г | Диаметр, мм   | Толщина, мм | Тираж, шт. |
| --------- | -------- | --------------- | -------------- | ------------------------------------------------ | ------------- | ----------- | ---------- |
| 50 рублей | пруф     | золото 900/1000 | 8,75 (±0,10)   | 7,78                                             | 22,60 (-0,15) | 1,50(±0,15) | 1 000      |

### 100 рублей
| Изображение | Описание | Примечание |
| ----------- | --- | --- |
|             | В центре диска — эмблема Банка России (двуглавый орёл художника И. Билибина, под ним надпись полукругом «БАНК РОССИИ»), обрамлённая кругом из точек и надписями по кругу: вверху — «СТО РУБЛЕЙ», внизу — «2000 г.», слева — обозначение металла, проба сплава, справа — содержание драгоценного металла в чистоте и товарный знак монетного двора. | |
|             | Фигура рудокопа с кайлом, занесённым над головой, слева — кристаллы горной породы, справа — шагающий экскаватор, над ним — рудник и терриконики. Внизу по окружности — надпись: «РОССИЯ НА РУБЕЖЕ ТЫСЯЧЕЛЕТИЙ». | - Название монеты: 300-летие учреждения Петром I Приказа рудокопных дел - Дата выпуска: 24 августа 2000 года - Каталожный номер: 5217-0025 - Художник: В. М. Ерохин - Скульптор: В. И. Марков - Чеканка: Московский монетный двор. - Гурт: 240 рифлений |

| Номинал    | Качество | Металл, проба   | Масса общая, г | Содержание химически чистого металла не менее, г | Диаметр, мм   | Толщина, мм  | Тираж, шт. |
| ---------- | -------- | --------------- | -------------- | ------------------------------------------------ | ------------- | ------------ | ---------- |
| 100 рублей | пруф     | золото 900/1000 | 17,45 (±0,17)  | 15,55                                            | 30,00 (-0,25) | 1,70 (±0,20) | 1 000      |